# Nachbargruppenbeteiligung
Nachbargruppenbeteiligung, auch anchimere Unterstützung (von griechisch ἀγχί, benachbart; μέρος, Teil), ist in der organischen Chemie eine bei intramolekularen Reaktionen beobachtbarer Effekt. Dabei hat eine nachbarständige funktionelle Gruppe einen beschleunigenden Einfluss  auf Substitutionsreaktionen.
Bei nukleophilen Substitutionsreaktionen, insbesondere bei Solvolysen, ist zu beobachten, dass bestimmte β-ständige Gruppen die Reaktionsgeschwindigkeit – verglichen mit der unsubstituierten Verbindung – deutlich erhöhen.  In dem beispielhaft abgebildeten β-Chlordialkylsulfid ist die RS-Gruppe der die Substitution beschleunigende Substituent:
Die RS-Gruppe beschleunigt solche Reaktionen am stärksten. In der folgenden Reihe nimmt die Nachbargruppenbeteiligung der β-ständigen Gruppen ab: RS > R(O)CO > I > R2N > Br > C6H5 > RO > Cl.
α-ständige Carboxy-Gruppen und Carboxylat-Anionen üben ebenfalls einen Nachbargruppeneffekt aus, z. B. bei der Hydrolyse von α-Bromcarbonsäuren. Durch die Nachbargruppenbeteiligung verläuft die Hydrolyse von enantiomerenreinen α-Bromcarbonsäuren unter Konfigurationserhalt (Retention):
Andere stereoselektiv ablaufende Nachbargruppenbeteiligungen sind besonders gut untersucht in der Kohlenhydrat-Chemie.